# Messerschmitt Me 210
Messerschmitt Me 210 – niemiecki ciężki samolot myśliwski, następca messerschmitta Bf 110, używany podczas II wojny światowej.

## Historia konstrukcji

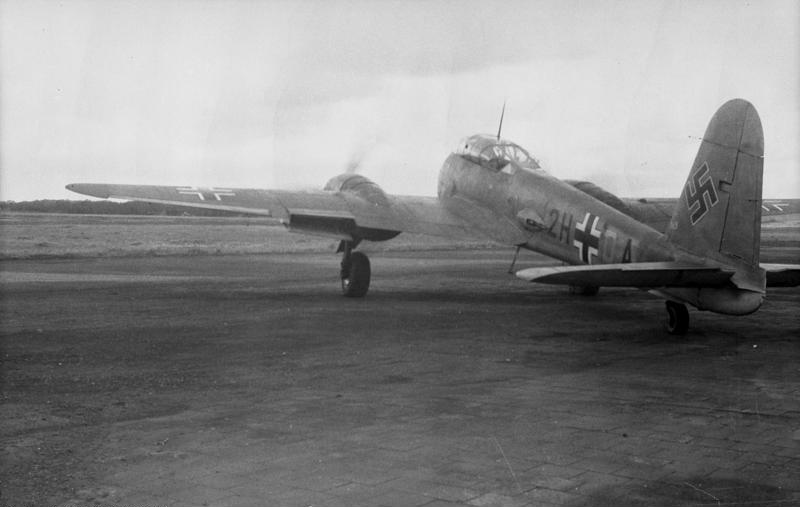
Me 210 A-1 przed startem, Francja, 1942 r.

Pierwsze prace nad następcą Messerschmitta Bf 110 rozpoczęły się już w 1937 roku. Nowy samolot miał być bardzo wszechstronny. Obok zadań myśliwca miał wykonywać zadania myśliwca bombardującego, bombowca nurkującego, a także samolotu rozpoznawczego. Latem 1938 roku wstępny projekt został zaakceptowany przez Technisches Amt. Firma Messerschmitt, miała bardzo duże poparcie w Ministerstwie Lotnictwa Rzeszy, które zamówiło 1000 egzemplarzy, jeszcze przed zbudowaniem prototypu.
Konstrukcyjnie Me 210 przypominał swego poprzednika Bf 110. Posiadał zdwojone usterzenie pionowe i całkowicie metalową konstrukcję. Nowością miało być zainstalowanie zdalnie sterowanych stanowisk broni strzeleckiej. Pierwszy prototyp Me 210 V1 (Werk-Nr 210001, D-AABF), został oblatany 5 września 1939 roku przez dr. Hermanna Wurstera. Samolot napędzany był dwoma rzędowymi silnikami Daimler-Benz DB 601A-1 o mocy startowej po 772 kW. Wrażenia po pierwszym locie były całkowicie niezadowalające. Maszyna wróciła do hali produkcyjnej, gdzie zmieniono podwójne usterzenie na pojedynczy statecznik pionowy. Tak zmodyfikowany samolot kontynuował próby w locie.
Drugi prototyp Me 210 V2 (Werk-Nr 210002, WL-ABEO) został oblatany 10 października 1939 roku. Ten samolot też wrócił do hali remontowej gdzie otrzymał usterzenie pionowe, nowe końcówki skrzydeł i atrapy broni strzeleckiej. Testy tego prototypu również były nieudane i wrócił on ponownie do zakładów w Augsburgu. Otrzymał tam wieżyczkę FDL 131 oraz hamulce aerodynamiczne lotu nurkowego pod zewnętrznymi krawędziami skrzydeł. Uzbrojenie strzeleckie obsługiwał drugi członek załogi umiejscowiony w tylnej części kabiny. Kontynuowano próby, znowu z miernym skutkiem. 5 września 1940 roku podczas próby nurkowania oderwał się prawy statecznik poziomy i samolot rozbił się. Pilot Fritz Wendel uratował się ze spadochronem. Nie był to ostatni rozbity samolot.
Następny prototyp Me 210 V3 używany był do testów statycznych na ziemi. Czwarty prototyp Me 210 V4 (Werk Nr 210004, CF+BB) był pierwszą maszyną przedprodukcyjną (z serii 15 maszyn), które miały zostać włączone do prób w locie. Po odbyciu 29 prób w locie samolot został przekazany do ośrodka doświadczalnego w Rechlinie.

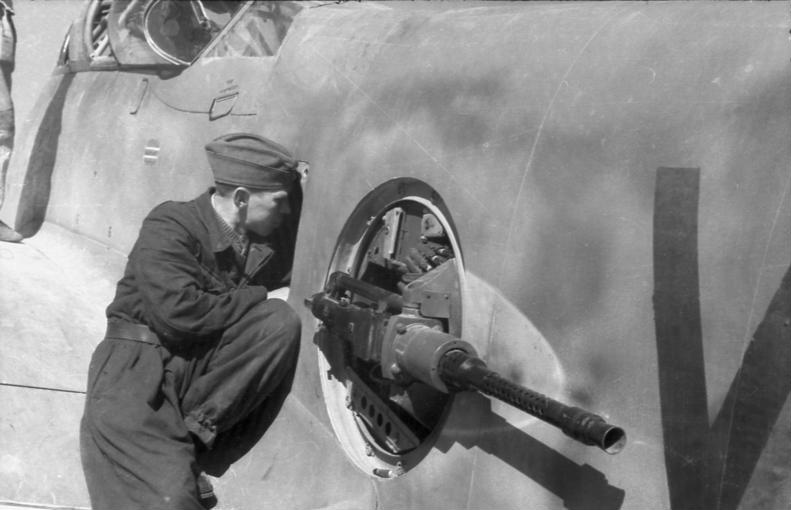
Ruchomy karabin maszynowy MG 131

Prototypy Me 210 V5 (Werk Nr 210005, ND+VX) oraz Me 210 V9 (Werk NR 210009, NF+LB) służyły do prób zmienionego oprofilowania przejścia płatów w kadłub oraz wyważenia lotek. W lotach próbnych które odbywały się na lotnisku fabrycznym Augsburg-Haunstetten, brały udział następujące prototypy: Me 210 V6 (Werk Nr 210006, ND+VY), Me 210 V10 (Werk Nr 2100010, GI+SN) oraz Me 210 V11 (Werk Nr 2100011, GI+SO). Prototypy Me 210 V7 (Werk Nr 210007, ND+VZ) i Me 210 V8 (Werk Nr 210008, NF+LA) przeznaczone zostały do testów instalacji przeciwoblodzeniowej i instalacji podwozia głównego. Me 210 V12 (Werk Nr 2100012, GI+SP) wyposażono w automatyczne hamulce lotu nurkowego, Me 210 V13 (Werk Nr 2100013, GI+SQ) został wyposażony w czterołopatowe śmigła, służył do testów elektrycznej instalacji przeciwoblodzeniowej i automatycznych klap regulujących otwarcie wlotów do chłodnic cieczy. Prototyp Me 210 V14 (Werk Nr 2100014, GI+SR) wyposażono w spadochron ułatwiający wyprowadzenie samolotu z korkociągu, w Me 210 V15 (Werk Nr 2100015, GI+SS) testowano wyposażenie radiowe, natomiast w Me 210 V16 (Werk Nr 2100016, GI+ST) znowu testowano instalację oblodzeniową.
Wiosną 1941 roku rozpoczęto w zakładach w Augsburgu produkcję seryjną Me 210A-0 pomimo niezadowalających wyników prób i konieczności ciągłych modyfikacji płatowca.

## Wersje seryjne
Me 210A

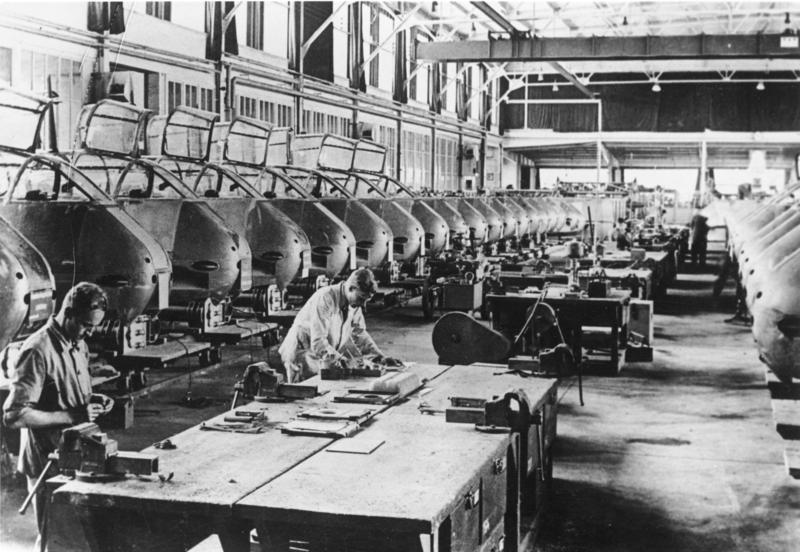
Hala produkcyjna Me 210, 1944 r.

Pierwsze samoloty (Me 210A-0) produkowane w Augsburgu ukończono w kwietniu 1941, 2 w lipcu, 6 w sierpniu a następnych 12 we wrześniu 1941 roku. We wrześniu 1941 roku zakłady w Ratyzbonie opuściło 5 samolotów. Oba zakłady wyprodukowały do końca 1941 roku kolejnych 67 samolotów (40 w Augsburgu i 27 w Ratyzbonie). Me 210 A-0 miały pełnić w pierwszym rzędzie rolę niszczycieli (Zerstorer), a ich drugorzędnym zadaniem miała być rola bombowca nurkującego. Samoloty te napędzane były dwoma silnikami Daimler-Benz DB 601F o mocy 959 kW każdy. Były to dolnopłaty o konstrukcji całkowicie metalowej z pojedynczym statecznikiem pionowym. Skrzydła złożone były z trzech części: centropłatu i dwóch części zewnętrznych płatów. Skrzydła wyposażone były w hamulce aerodynamiczne nurkowania i sterowane za pomocą instalacji hydraulicznej. Pilot oraz strzelec-radiotelegrafista zajmowali miejsca plecami do siebie w obszernej oszklonej kabinie słabo opancerzonej. Podwozie główne chowało się do tyłu z półobrotem i mieściło się całkowicie w gondolach silnikowych. Również kółko ogonowe chowało się w kadłubie.
Samolot uzbrojony był w dwa karabiny maszynowe MG 17 kalibru 7,92 mm z zapasem amunicji po 1000 naboi oraz dwa działka MG 151 kalibru 20 mm z zapasem amunicji po 350 naboi umieszczone w przedniej części kadłuba. Uzbrojenie defensywne stanowiły dwa karabiny maszynowe MG 131 kalibru 13 mm z zapasem po 450 naboi, umieszczone po jednym w zdalnie sterowanych stanowiskach strzeleckich FDL 131, po obu stronach kadłuba (obsługiwał je strzelec-radiotelegrafista). Ponadto Me 210 mógł przenieść 8 bomb o masie po 50 kg lub 2 o masie po 500 kg. Bomby znajdowały się w umieszczonej na nosie samolotu komorze bombowej. W sześciu skrzydłowych zbiornikach samouszczelniających mieściło się 2550 dm³ paliwa.
Pięć samolotów wersji A-0 przebudowano na samoloty szkolne. Miało to przyśpieszyć wprowadzenie Me 210 do jednostek bojowych. Przebudowy dokonały zakłady Blohm & Voss.
Mimo problemów i wad Me 210, Urząd Generalny Zbrojmistrza Luftwaffe, zatwierdził produkcję seryjną w dwóch wariantach: A-1 i A-2. Me 210A-1 miał być maszyną niszczycielską, natomiast Me 210A-2 bombowcem nurkującym. Wyprodukowano 64 egzemplarze, które przejęła Luftwaffe. Jednak w tym samym czasie specjalna komisja powołana przez RLM podjęła decyzję o wstrzymaniu produkcji Me 210 i kontynuowaniu rozwoju messerschmitta Bf 110. W sumie ukończono produkcję 94 samolotów Me 210A-0 oraz 90 Me 210A-1. 370 maszyn było w różnych stadiach produkcji. Kontynuowano jednak próby samolotu i wreszcie udało się usunąć większość wad, lecz nowy przebudowany prototyp Me 210 V7 otrzymał oznaczenie Me 410.
Me 210A-1/U1
W roku 1942 Me 210A-1 (Werk Nr 2345, GF+CY) otrzymał w miejsce zdalnie sterowanego stanowiska FDL 131 dwa stałe działka MG 151 kalibru 20 mm umieszczone po bokach kadłuba i obsługiwane przez pilota za pomocą peryskopowego celownika Goertz. Strzelec otrzymał do dyspozycji karabin maszynowy MG 81Z.
Japoński Me 210A-2
W 1942 roku wysłano do Japonii jeden egzemplarz Me 210A-2. Japońscy inżynierowie z firmy Kawasaki przeprowadzili wiele testów na otrzymanej maszynie i wiele pomysłów (m.in. opancerzenie stanowisk załogi i zbiorników paliwa oraz podobny kształt osłony kabiny) zastosowano w budowanym samolocie Rikugun Ki-93.
Me 210B
W początkach 1942 roku wyprodukowane zostały dwa egzemplarze wersji rozpoznawczej Me 210B-1. Wersja ta nie posiadała kadłubowych karabinów maszynowych MG 17 kalibru 7,92 mm. W komorze bombowej znajdowały się dwie kamery fotograficzne Rb 75/30, Rb 50/30 lub Rb 20/30. Samoloty te mogły przenosić również dwa dodatkowe zbiorniki paliwa o pojemności 900 dm³.
Me 210 C
Jeden z samolotów Me 210A-0 (Werk Nr 105, PN+PD) wyposażono w silniki Daimler-Benz DB 605B o mocy maksymalnej 1084 kW i testowano jako prototyp wersji Me 210C. Samolot ten miał być produkowany na licencji w Naddunajskiej Fabryce Samolotów (Duna Repulogepgyar) w Horthyliget. Obok silniejszych silników Me 210 C posiadał przedłużony kadłub oraz sloty na krawędzi natarcia. Warianty produkcyjne otrzymały oznaczenia Me 210 C-1 (rozpoznawczo-niszczycielski) i Me 210Ca-1 (niszczyciel-bombowiec nurkujący). Pierwszy węgierski Me 210Ca-1 (Werk Nr 210001, RF+PA) oblatany został przez kapitana Denesa Eszenyi 21 grudnia 1942 roku. Ustalono wspólnie z Niemcami że na Węgrzech zostanie zbudowanych 557 egzemplarzy Me 210, z czego 2/3 miało przypaść w udziale Luftwaffe. W sumie Węgrzy wyprodukowali 270 maszyn, z których 110 otrzymali Niemcy (dwa samoloty zostały zmodyfikowane do wykonania zadań dalekiego rozpoznania). W marcu 1944 roku oblatano węgierską wersję Me 210Ca-1 przeznaczoną do zwalczania amerykańskich czterosilnikowych bombowców B-17 i B-24. Usunięto umieszczone w nosie samolotu karabiny maszynowe MG 17, zastępując je węgierskimi działkami 39M kalibru 40 mm. Pod skrzydłem dodano także trzy wyrzutnie niekierowanych pocisków rakietowych Nebelwerfer kalibru 150 mm. W taki sposób przebudowano 4 samoloty.

## Użycie bojowe

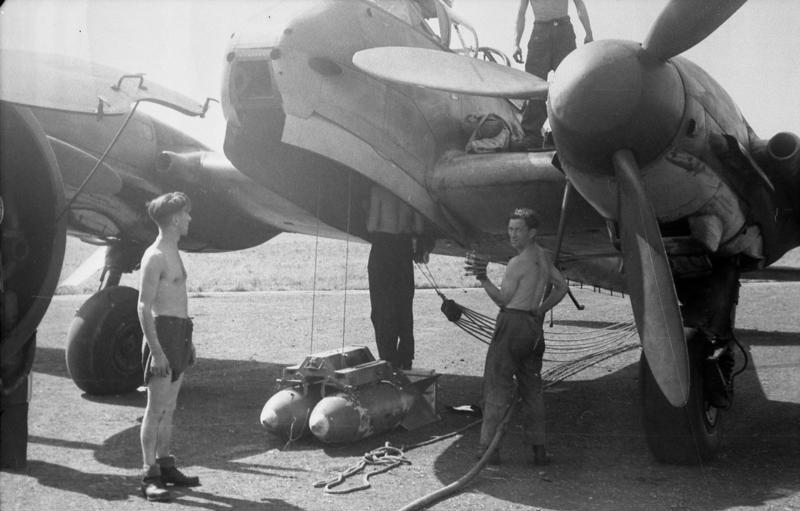
Załadunek bomb do Me 210, Francja, 1942 r.

Pierwsze Me 210A-0 znalazły się w jednostce Erprobungsgruppe 210 latem 1941. Już podczas pierwszych prób w locie zginął por. Heinz Fogatsch z 3./SKG 210. Już w początkach 1942 roku Me 210A-1 trafiły na front wschodni do II./ZG 1. Po zakończeniu przeróbek Me 210 trafiły do Versuchsstaffel 210 bazującej w Soesterburg w Holandii. W sierpniu 1942 roku jednostka uzyskała gotowość bojową i otrzymała nowe oznaczenie 16./KG 6. Jej debiut nad Wyspami Brytyjskimi nie był udany. 6 września 1942 roku dwa Typhoony RAF-u zestrzeliły nad Yorkshire dwa Me 210A-1 (jedna z załóg dostała się do niewoli, druga zginęła). Następne dwa utracono podczas kolejnej operacji. W 1942 roku w 16./KG 6 zostało pięć maszyn z czego trzy były gotowe do działań.
Inną jednostką która otrzymała Me 210A-1 (42 maszyny) była III./ZG 1 bazująca w Tunezji. Również w Tunezji przezbrojono w samoloty Me 210A-1 10./ZG 26. Na Sardynii Stab/FAGr 122 i 2(F)/122 używał Me 210 (na przemian z Ju 88). Niewielka liczba Me 210 latała również w KG 51, V./KG 2, KG 101, NJG 101, 1.(F)/121, I./NJG 1, ZG 101. Pierwszą jednostką na Węgrzech która otrzymała Me 210 był nocny dywizjon myśliwski 5/1. Bagoly (sowa) bazujący na lotnisku Ferihegy pod Budapesztem. Pierwsza walka z bombowcami USAAF, nie przyniosła rezultatu. Pierwsze zwycięstwo dla dywizjonu odniósł sierż. Dezso Zsamboki zestrzeliwując B-24 Liberator. W samoloty Me 210Ca-1 (18 maszyn) wyposażona została specjalna jednostka niszczycielska złożona z personelu Instytutu Doświadczalnego Sił Powietrznych. Dywizjon Bojowy Instytutu Doświadczalnego Sił Powietrznych stworzono w celu niszczenia bombowców uczestniczących w nalotach dywanowych na stolicę Węgier. Jednak nie odniósł on wielkich sukcesów (zestrzelił on 5 B-24 i 4 myśliwce eskorty P-38, przy stracie ok. 10 samolotów). Ciężkie straty spowodowały zakaz ataku tym typem samolotu formacji bombowców amerykańskich.
Trzecią jednostką używającą Me 210 był szybki dywizjon bombowy (Gyorsbombazószázad) 102/1. Węgierscy lotnicy operowali przeciw Sowietom wykonując przeszło 800 lotów bojowych i zestrzeliwując ok. 25 samolotów radzieckich. W 1945 roku większość samolotów dywizjonu została uziemiona z braku paliwa i zniszczona przez wycofujące się wojska niemieckie.